# Бекон в шоколаде
Бекон в шоколаде — американское кулинарное блюдо, состоящее из жареного бекона, покрытого слоем шоколада. К блюду могут добавляться морская соль, перемолотые фисташки или миндаль. Блюдо стало весьма популярным в начале XXI века и неоднократно появлялось в кулинарных телевизионных передачах. Оно часто подаётся на ярмарках, где обычно шоколадная глазурь для приготовления такого бекона продаётся отдельно.

## Распространение
Бекон в шоколаде сейчас продаётся в качестве экзотического блюда во многих местах США. Одним из первых его стали подавать на ярмарке штата Миннесота под названием Pig Lickers («свиные леденцы»); под тем же названием он продаётся в парке развлечений «Santa Cruz Boardwalk» в Калифорнии и в Нью-Йорке под названием Pig Candy («свиные сладости»). Блюдо также появлялось в телепрограмме «Dinner: Impossible», где оно подавалось в рамках «миссии» превращения блюд, которые продаются на набережной Вилдвуда (Нью-Джерси), в деликатесы.
Батончик в виде бекона в шоколаде продаётся чикагской компанией дорогих шоколадных изделий «Vosges Haut-Chocolate» под названием «Mo’s Bacon Bar» («беконовый батончик Мо»). Батончик содержит копчёный бекон, копчёную соль и молочный шоколад. Когда компания впервые привезла эти батончики в Лондон, они были раскуплены в первый же день.
Бекон в шоколаде получил очень разнообразные отзывы: так, один британский журналист написал «Это самая плохая пища из всех, что я ел, она напоминает шоколад, который достали из полной пепельницы». С другой стороны, когда шоколад появился на ярмарке штата Флорида в 2009 году, один журналист назвал блюдо «лучшим со времён жареной пепси-колы». Процесс изготовления был снят на видео и опубликован на сайте «Time Magazine».

## Приготовление и варианты
Обычно для блюда используется традиционный копчёный нарезанный полосками бекон. Сначала его обжаривают, затем погружают в расплавленный шоколад, а затем остужают и добавляют дополнительные украшения. В одном из вариантов бекон погружают частично, оставляя часть не покрытой шоколадом.
Другими из возможных вариантов также являются кубики из шоколадного бекона, основанные на рецепте «сладостей из бекона и взбитых сливок», опубликованном в New York Times, и бекон с коричневым сахаром, который используется для украшения мартини.